# Jonbyteskromatografi

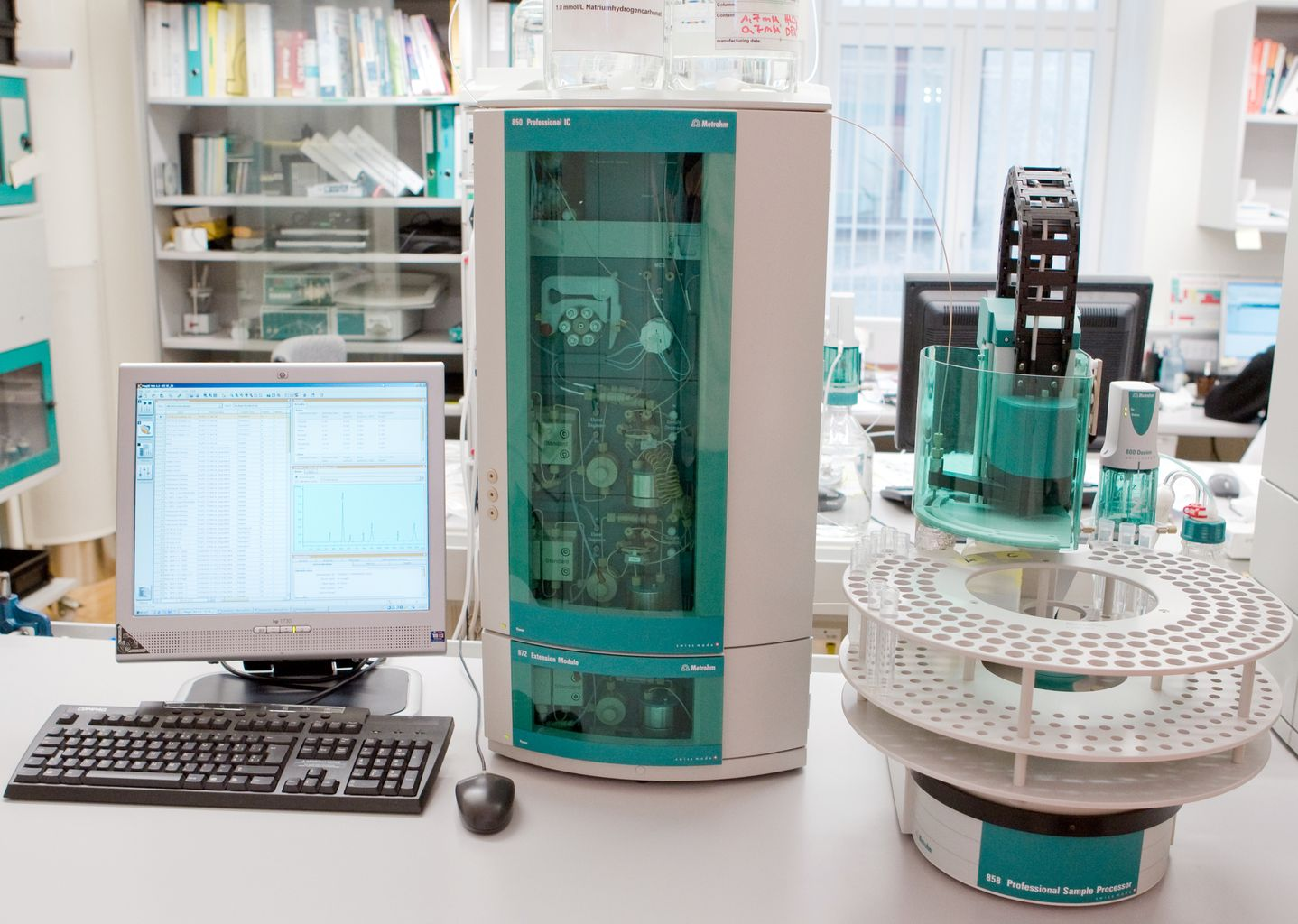
Ett modernt system för jonbyteskromatografi.

Jonbyteskromatografi eller jonbytarkromatografi är en form av kromatografi som används för att separera joner. Den används ofta vid separation och rening av proteiner, peptider, nukleinsyror och andra laddade molekyler. Det fungerar genom att en lösning med proteiner tillsätts till en buffertlösning, laddade proteiner kommer att fastna på små laddade kulor som finns i bufferten. Kulorna är antingen positivt eller negativt laddade beroende på laddningen det önskade proteinet har. För att sedan få ut proteinet måste man göra så att det inte längre binder till bufferten med hjälp av laddningsförändring hos bufferten. Slutligen fångar man upp proteinerna i olika rör där det önskade proteinet kommer att hamna sist då det har fastnat längs vägen.    
Systemet består av en: 
1. Injektionsventil, där exakt reproducerbar volym provinjiceras.
2. Förkolonn, där grovt smuts filtreras bort för att skydda den mycket dyrare separationskolonnen.
3. Separationskolonn, som består av den stationära fasen som separerar.
Den stationära fasen är ett fast ämne, en jonbytare, som består av laddade grupper. Den mobila fasen (prov och eluent) är en vattenlösning. Det finns två sorter, anjonbytare och katjonbytare. En anjonbytare binder negativt laddade joner medan de positivt laddade kommer att gå rakt igenom kolonnen. Alltså består anjonbytaren av katjoner, till exempel kvartära ammoniumgrupper som är oberoende av pH. 
En katjonbytare binder de positivt laddade jonerna medan de negativt laddade går igenom. Katjonbytaren består således av anjoner som binder katjonerna. Exempel på en katjonbytare är till exempel sulfonat som är en mycket stark syra och som därmed har samma laddning i hela pH-intervallet.
De joner som har bundit till den stationära fasen kan man skilja åt utifrån hur starkt laddade de är till exempel genom att ändra pH i lösningen.
4. Suppressor(oftast), som sänker eluentens salthalt för att lyfta fram provets salthalt. 
5. Detektor, som mäter mängden prov som passeras igenom den. Den baseras nästan uteslutande på konduktivitet, eftersom elektrolytisk ledningsförmåga är en egenskap som delas av alla joner. 

## Material
Matrixen kan bestå av cellulosa, agaros, polystyren eller dextran.